# بلا برات
بلا برات (بالإنجليزية: Bela Pratt)‏ هو نحات أمريكي، ولد في 11 ديسمبر 1867 في نورويتش في الولايات المتحدة، وتوفي في 18 مايو 1917.